# Rosa Morandi
Pour les articles homonymes, voir Morandi.
Répertoire
- Fannì dans La cambiale di matrimonio
- Cristina dans Eduardo e Cristina

Scènes principales
- Teatro San Moisè de Venise
- Teatro San Benedetto de Venise

Rosa Morandi, née Rosa Paolina Morolli (Senigallia, 5 juillet 1782 - Milan, 6 mai 1824), est une soprano italienne qui s'est produite pendant l'époque napoléonienne. Elle est l'épouse du compositeur Giovanni Morandi.

## Biographie
Elle est la fille d'Agostino Morolli et d'Anna Ferrari. De famille modeste, elle travaille comme tisseuse, jusqu'à ce que le compositeur et organiste Giovanni Morandi (1777–1856) la remarque, lui donne des cours de chants, et l'épouse en 1804. De leur union, naissent trois enfants, Giuseppe, né le 9 septembre 1805, avocat à Rome, qui fut nommé par Pie IX, Procureur général du Fisc et de la Chambre apostolique en 1847, puis Pro-Gouverneur de Rome et Directeur général de la Police ; Luigi, né le 8 février 1807, administrateur des biens propres du pape à Senigallia ; Pietro, né au début de 1816, de santé fragile, qui mourut très jeune.

## Interprétations

### Rôles créés
- Le rôle-titre dans Adelina de Pietro Generali, face à Tommaso Ricci et Luigi Raffanelli, au Teatro Giustiniani in San Mosè de Venise, en septembre 1810[3].
- Fannì dans La cambiale di matrimonio de Gioacchino Rossini, face à Tommaso Ricci et Luigi Raffanelli, au Teatro Giustiniani in San Mosè de Venise, à partir du 3 novembre 1810 et pendant l'automne qui s'ensuit[4].
- Cristina dans Eduardo e Cristina de Rossini, face à Carolina Cortesi en Eduardo et à Eliodoro Bianchi, au Nobile teatro di san Benedetto au printemps 1819[5].
- Le rôle-titre dans Emma di Resburgo de Giacomo Meyerbeer, au même endroit, pendant l'été 1819, toujours face à Carolina Cortesi en Edemondo et Eliodoro Bianchi.
- Le rôle-titre dans Adele ed Emerico (it) de Saverio Mercadante, face à Isabella Fabbrica Montresor en Emerico, à La  Scala de Milan, à partir du 21 septembre 1822 et pendant l'automne[6].

### Autres
- Merlina dans Amore ed interesse de Raffaele Orgitano, face à Tommaso Ricci et Luigi Raffanelli, au Teatro Giustiniani in San Mosè de Venise, en septembre 1810[3].